# I Don't Wanna Leave
„I Don't Wanna Leave“ je singl polské zpěvačky Lidie Kopanie. Autory písně jsou Alexander Geringas, Bernd Klimpel, Rike Boomgaarden, Dee Adam. Píseň byla vydána v roce 2009 pod hlavičkou hudebního vydavatelství EMI Music Poland.
V únoru píseň vyhrála polské národní kolo Piosenka dla Europy 2009, díky čemuž získala příležitost reprezentovat Polsko na Eurovision Song Contest 2009. Píseň byla zazpívána ve 2. semifinále dne 14. května v Moskvě. Nakonec se písni nepodařilo kvalifikovat do finále a umístila se na 12. místě.

## Nahrávání
Píseň napsali Alexander Geringas, Rike Boomgaarden, Dee Adam a Bernd Klimpel, lídr skupiny Kind of Blue. Demo písně nazpíval Alexandr Geringas v ruštině. Píseň byla nahrána v Hamburku. V rozhovoru s portálem eurowizja.org přiznala, že „atmosféra ve studiu byla výjimečná. (…) Při nahrávání písně jsme nemluvili o tempu jednotlivých zvuků nebo slabik, ale o emocích.“

## Videoklip
Videoklip k písni „I Don't Wanna Leave“ byl zveřejněn dne 4. února 2009 na jejím oficiálním kanálu na YouTube. Klip režíroval Jacek Kosciuszko.

## Seznam skladeb
CD singl
1. „I Don't Wanna Leave”

CD maxi-singl
1. „I Don't Wanna Leave” (nośnik CD)
2. „I Don't Wanna Leave” (wersja instrumentalna) (nośnik CD)
3. Klip z trasy promocyjnej (nośnik DVD)
4. Teledysk do utworu (nośnik DVD)

## UMístění v žebříčcích
| Stát   | Žebříček (2009)                | Umístění |
| ------ | ------------------------------ | -------- |
| Polsko | Liga Hitów Radia ZET           | 1        |
| Polsko | Lista Przebojów Radia Olsztyn  | 1        |
| Polsko | Lista Przebojów Radia FaMa     | 1        |
| Polsko | Lista Przebojów Radia Podlasie | 2        |
| Polsko | Lista Przebojów RDN Małopolska | 2        |
| Polsko | Lista Przebojów Radia PiK      | 3        |
| Polsko | Lista Przebojów Radia Rzeszów  | 3        |
| Polsko | Lista Przebojów Radia Victoria | 10       |
| Polsko | Lista Przebojów Radia El       | 10       |